# Sergius II d'Amalfi
Sergius II d'Amalfi (mort après 1028), nommé Sergius III si l'on ne prend pas en compte le duc associé Sergius [II] fils d'Adelferius. D'abord associé à son père Jean Ier dès le 26/27 avril 1002, il lui succède à sa mort en 1007 jusqu'à sa déposition en 1028.
Selon le « Chronicon Amalphitani » : « Dominus Sergius filius…Domini Johannis » succède à son père en 1004 et règne treize ans « cum Domino Johanne filio suo » jusqu'à ce qu'il soit déposés. Sergius associe en effet à son pouvoir, comme co-duc, son fils aîné Jean II, mais ils sont tous deux déposés en 1028 par son épouse Marie de Capoue, fille de Pandolf III de Capoue et de Bénévent, et son fils cadet Manso II. Sergius et son fils se réfugient à Constantinople, dont il ne revient jamais. La date de sa mort est inconnue.

## Union et postérité
Sergius II épouse Maria fille de Pandolf II de Bénévent prince de Capoue. Le couple a six enfants :  
- Jean II d'Amalfi son successeur ;
- Manson II d'Amalfi (mort après avril 1053) ;
- Roffrid (mort après le 12 novembre 1058) ;
- Aténolf ;
- Albéric (mort entre décembre 1094 et février 1102) ;
- En plus de ses fils Sergius  laisse de son épouse Maria, qui était la sœur de Pandolf IV de Capoue une fille anonyme. Le chroniqueur Aimé du Mont-Cassin note que  « la fille du patrice d'Amalfi, qui était la nièce de Pandolf, car l'épouse du patrice était la sœur de Pandolf;  épouse Rainulf Drengot ».

## Sources
- (en) Cet article est partiellement ou en totalité issu de l’article de Wikipédia en anglais intitulé « Sergius II d'Amalfi » (voir la liste des auteurs).

1. ↑  Venance Grumel Traité d'études byzantines La Chronologie I « Préfets et ducs d'Amalfi » p. 422.